# Строкино (Вологодская область)
Строкино — деревня в Шекснинском районе Вологодской области.
Входит в состав сельского поселения Любомировского, с точки зрения административно-территориального деления — в Любомировский сельсовет.
Расстояние по автодороге до районного центра Шексны — 34 км, до центра муниципального образования Любомирово — 3,8 км. Ближайшие населённые пункты — Гузново, Миронково, Еремеево, Павликово.
По данным переписи в 2002 году постоянного населения не было.